# Turó de Pedrells
El Turó de Pedrells és una muntanya de 422 metres que es troba al municipi de Vilassar de Dalt, a la comarca del Maresme.